# سونی آلفا ۵۰۰
سونی آلفا ۵۰۰ (به انگلیسی: Sony Alpha 500) یک دوربین عکاسی ساخت شرکت سونی است.